# Dabbe 6
Dabbe 6 ist ein türkischer Horrorfilm aus dem Jahr 2015 und der sechste Teil der Dabbe-Reihe.

## Inhalt
Der plötzliche Tod ihrer Mutter Mukkader Yaman trifft Dr. Zeren und ihre Schwester Ayla tief. Offiziell heißt es, eine Gehirnblutung sei die Ursache, doch Ayla, die in den letzten Momenten bei ihrer Mutter war, zweifelt daran. Sie ist überzeugt, unheimliche Gestalten gesehen zu haben, die mit dem Tod in Verbindung stehen. Während die Ärzte annehmen, sie leide unter einem Trauma, nehmen die düsteren Erscheinungen bald auch direkt Kontakt zu Ayla auf – und versuchen, sie in eine fremde, bedrohliche Dimension zu ziehen.

## Veröffentlichung
Der Film erschien am 11. September 2015 in den türkischen Kinos. In Deutschland erschien der Film am 17. September 2015.

## Rezeption
„In der neuerlichen Fortsetzung der türkischen ‚Dabbe‘-Horrorfilmserie mischt sich viel Mummenschanz in die schwermütige Geschichte um düstere Familiengeheimnisse, schwarze Magie und teuflische Geschöpfe aus der Hölle. Dabei huldigt das billig produzierte, überlange Blut-und-Seelen-Spektakel als rustikale Unterhaltung der schlichten Moral ‚Blut für Blut, Fluch für Fluch‘.“